# Liste der Monuments historiques in Pierrefitte-sur-Loire
Die Liste der Monuments historiques in Pierrefitte-sur-Loire führt die Monuments historiques in der französischen Gemeinde Pierrefitte-sur-Loire auf.

## Liste der Objekte
| Bezeichnung                                                                 | Beschreibung                               | Standort                     | Kennzeichnung | Schutzstatus | Datum | Bild |
| --------------------------------------------------------------------------- | ------------------------------------------ | ---------------------------- | ------------- | ------------ | ----- | ---- |
| Taufbecken                                                                  | Marmor, Ende des 17. Jahrhunderts          | in der Kirche St-Rémi (Lage) | PM03000427    | Classé       | 1924  |      |
| Weihwasserbecken                                                            | Marmor, 1643                               | in der Kirche St-Rémi (Lage) | PM03000426    | Classé       | 1924  |      |
| Skulptur Madonna mit Kind                                                   | Stein, erstes Viertel des 16. Jahrhunderts | in der Kirche St-Rémi (Lage) | PM03000425    | Classé       | 1924  |      |
| Fünf Skulpturen: heiliger Jean-Baptiste, Evangelist, Bischof und zwei Engel | Ensemble                                   | in der Kirche St-Rémi (Lage) | PM03001736    | Inscrit      | 2004  |      |
| Skulptur des heiligen Rochus                                                | Holz                                       | in der Kirche St-Rémi (Lage) | PM03001735    | Inscrit      | 2004  |      |
| Tabernakel                                                                  | Holz, vergoldet, 17. Jahrhundert           | in der Kirche St-Rémi (Lage) | PM03001389    | Inscrit      | 1975  |      |